# Hacienda Nápoles
L'Hacienda Nápoles est une hacienda colombienne qui fut construite et habitée par le trafiquant de drogue Pablo Escobar.

## Situation
L'hacienda est située dans la commune de Puerto Triunfo, dans le département d'Antioquia en Colombie, près du río Magdalena, à environ 150 km à l'est de Medellin et à 320 km au nord-ouest de Bogota. Elle couvre une surface de 20 km2 ; elle est désormais la propriété de l'État colombien.

## Historique

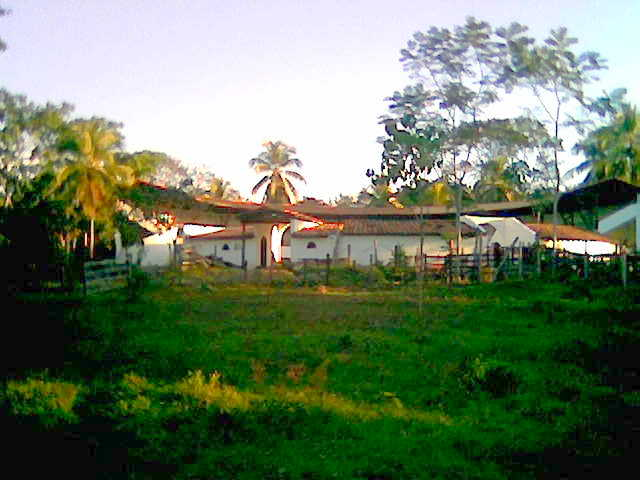
Ancienne maison d'Escobar.

Elle fut acquise par Pablo Emilio Escobar Gaviria et ses cousins Gustavo Gaviria, Johnny Bedoya Escobar et Luis Bedoya Escobar en 1978. Le site se compose d'une maison coloniale espagnole et d'un zoo complet qui comprenait toutes sortes d'animaux des différents continents tels que des girafes, des autruches, des éléphants, des chameaux, des hippopotames, des poneys, des antilopes rares et des oiseaux exotiques. Le ranch possédait une vaste collection de voitures de luxe et de motos, un aéroport privé, une arène et même un circuit de karting. Dès lors, il effectue une série de travaux pour embellir le lieu. Il fait construire d'énormes édifices : des hôtels de luxe avec des dizaines d'habitations, des routes, six piscines, vingt lacs artificiels, une piste d'atterrissage où pouvait atterrir un avion Hercule, héliports, hangars et plusieurs arbres exotiques comme des palmiers géants et enfin des écuries.
L'enseigne de la propriété est un avion Piper PA-18 Super Club (HK-617-P) placé au-dessus de la porte d'entrée principale, réplique exacte de celui dans lequel Escobar a envoyé sa première cargaison de cocaïne aux États-Unis, comme il l'a affirmé dans une interview au journaliste Germán Castro Caycedo. L'original s'étant perdu en mer avec une cargaison de drogue.
Entouré de sa famille, dont ses oncles et cousins, Escobar fit réaliser un documentaire par une équipe étrangère pour l'inauguration de son acquisition, qui eut lieu à Noël 1978.

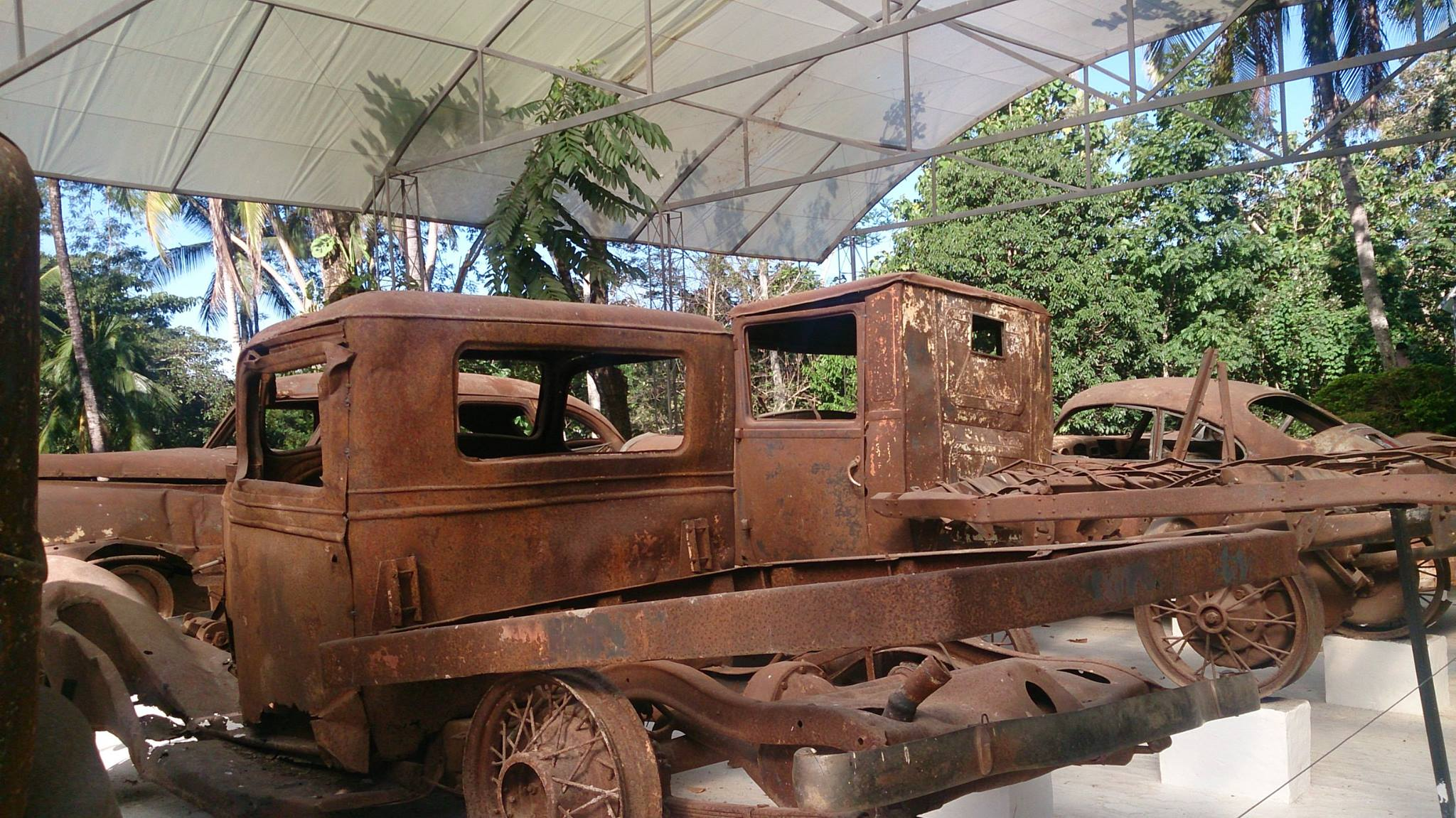
Collection de voitures d'Escobar calcinée.

Confisqués par l'État colombien après la mort d'Escobar en 1993, de nombreux bâtiments d'origine ont été démolis ou reconditionnés pour d'autres usages. La propriété a d'abord servi à loger des personnes à faibles revenus, puis le gouvernement a décidé d'en faire un parc national, doté de nombreuses piscines et du zoo créé par Pablo Escobar. En ruine, sa propriété a été transformée en « musée Pablo Escobar », où notamment sa collection d'anciennes voitures a été conservée.
En novembre 2006, la propriété appartenant à l'État colombien a été évaluée à 5 milliards de pesos colombiens (environ 2,2 millions de dollars).

### Prolifération des hippopotames de Pablo Escobar
Après la mort d'Escobar en 1993, les autorités ont considéré qu'il serait trop coûteux de déplacer les hippopotames de l'hacienda et ceux-ci ont donc été livrés à eux-mêmes dans la ménagerie abandonnée. En 2007, la population d'hippopotames s'était accrue, comptait seize têtes et s'était déplacée vers le cours du Río Magdalena à la recherche de nourriture,. En 2009, deux animaux adultes accompagnés d'un jeune se sont séparés du groupe principal. L'un des deux adultes a été abattu avec l'autorisation des autorités locales après plusieurs attaques contre des humains et du bétail,. On comptait, début 2014, quarante hippopotames dans la commune de Puerto Triunfo à proximité de l'ancienne résidence d'Escobar. National Geographic Channel leur a consacré un documentaire.